# 奧屯忠孝
奥屯忠孝（1144年—1214年），字全道，本名牙哥。女真奥屯部人。金朝将领，金宣宗时参知政事。懿州（治今辽宁彰武县西、阜新县东北）胡土虎猛安人。
金世宗大定二十二年（1182年）进士。调任蒲州（今山西永济）司候。察廉有政绩，升任为校书郎兼太子司经。金章宗明昌五年（1194年），为重修新律校定官。转任翰林待制，权户部侍郎。辅佐参知政事胥持国治理黄河决堤，因为功劳进河平军节度使，兼都水监。改任沁南军节度使，因为下令不要还军对欠付的百姓的钱，引起骚动，于是降为宁海州刺史。大安三年（1211年），由参知政事升为尚书右丞。后为太子太傅兼礼部尚书。崇庆二年（1213年），奥屯忠孝力荐纥石烈执中。金宣宗即位，附和纥石烈执中议降完颜永济为庶人。拜参知政事。中都被蒙古军包围，他受命搜括民间积粟，急于功名，拚命搜括。被左谏议大夫张行信弹劾，罢为太子太保，出知济南府事。死于任上，时年七十一岁，谥号惠敏。

## 延伸阅读
[在维基数据编辑]
 《金史·卷104》，出自脱脱《遼史》